# Anosia dorippus
Anosia dorippus är en fjärilsart som beskrevs av Johann Christoph Friedrich Klug 1845. Anosia dorippus ingår i släktet Anosia och familjen praktfjärilar. Inga underarter finns listade i Catalogue of Life.